# Championnat centre-européen des clubs masculin de volley-ball
La Ligue européenne de la MEVZA est une compétition régionale de volley-ball concernant six fédérations d'Europe centrale.

## Palmarès
| Année | Champion             | Finaliste             | Troisième              | Quatrième             |
| ----- | -------------------- | --------------------- | ---------------------- | --------------------- |
| 2006  | HotVolleys Vienne    | Hypo Tirol Innsbrück  | OK Bled                | Vegyész Kazincbarcika |
| 2007  | OK Bled              | HotVolleys Vienne     | Hypo Tirol Innsbrück   | Kométa Kaposvár       |
| 2008  | OK Bled              | HotVolleys Vienne     | Hypo Tirol Innsbrück   | SK Aich-Dob           |
| 2009  | Hypo Tirol Innsbrück | OK Bled               | HotVolleys Vienne      | SK Aich-Dob           |
| 2010  | ACH Bled             | Aon hotVolleys Vienne | Hypo Tirol Innsbrück   | Mladost Zagreb        |
| 2011  | ACH Bled             | Hypo Tirol Innsbrück  | Mladost Marina Kaštela | SK Aich-Dob           |
| 2012  | Hypo Tirol Innsbrück | ACH Ljubljana         | Mladost Marina Kaštela | Chemes Humenné        |
| 2013  | ACH Ljubljana        | SK Aich-Dob           | Hypo Tirol Innsbrück   | VT Bratislava         |
| 2014  | ACH Ljubljana        | SK Aich-Dob           | Chemes Humenné         | VC Amstetten          |
| 2015  | Hypo Tirol Innsbrück | SK Aich-Dob           | ACH Ljubljana          | Spartak Myjava        |
| 2016  | ACH Ljubljana        | Hypo Tirol Innsbrück  | OK Kamnik              | SK Aich-Dob           |
| 2017  | ACH Ljubljana        | Hypo Tirol Innsbrück  | SPU Nitra              | Mladost Zagreb        |
| 2018  | SK Aich-Dob          | OK Kamnik             | ACH Ljubljana          | Mladost Zagreb        |
| 2019  | ACH Ljubljana        | SK Aich-Dob           | OK Kamnik              | Waldviertel VT        |
| 2020  | ACH Ljubljana        | Mladost Zagreb        | Waldviertel VT         | OK Kamnik             |
| 2021  | ACH Ljubljana        | OK Maribor            | OK Kamnik              | Waldviertel VT        |
| 2022  | ACH Ljubljana        | Mladost Zagreb        | SK Aich-Dob            | OK Maribor            |
| 2023  | ACH Ljubljana        | OK Kamnik             | SK Aich-Dob            | OK Maribor            |
| 2024  | OK Kamnik            | OK Maribor            | SK Aich-Dob            | Spartak Myjava        |